# Parowa Falęcka
Parowa Falęcka – wieś w Polsce położona w województwie kujawsko-pomorskim, w powiecie toruńskim, w gminie Chełmża.
W latach 1975–1998 miejscowość administracyjnie należała do województwa toruńskiego. Według Narodowego Spisu Powszechnego (III 2011 r.) liczyła 97 mieszkańców. Jest 27. co do wielkości miejscowością gminy Chełmża.
W latach 1939 - 1942 dotychczasową nazwą wsi było Parowe, lecz po przeprowadzonej zamianie nazw miejscowości w Okręgu Rzeszy Gdańsk-Prusy Zachodnie, w latach 1942 - 1945 nazywała się Schlucht.